# Mesoregione di Campinas
Campinas è una mesoregione dello Stato di San Paolo, in Brasile.

## Microregioni
Comprende 5 microregioni:
- Amparo
- Campinas
- Mogi Mirim
- Paulínia
- Pirassununga
- São João da Boa Vista

| Controllo di autorità | VIAF (EN) 2675150325573710090003 |